# Necyria hewitsonii
Necyria hewitsonii är en fjärilsart som beskrevs av Saunders 1858. Necyria hewitsonii ingår i släktet Necyria och familjen Riodinidae. Inga underarter finns listade i Catalogue of Life.